# Aechmea miniata
Aechmea miniata là một loài thực vật có hoa trong họ Bromeliaceae. Loài này được (Beer) Baker mô tả khoa học đầu tiên năm 1889.

## Hình ảnh

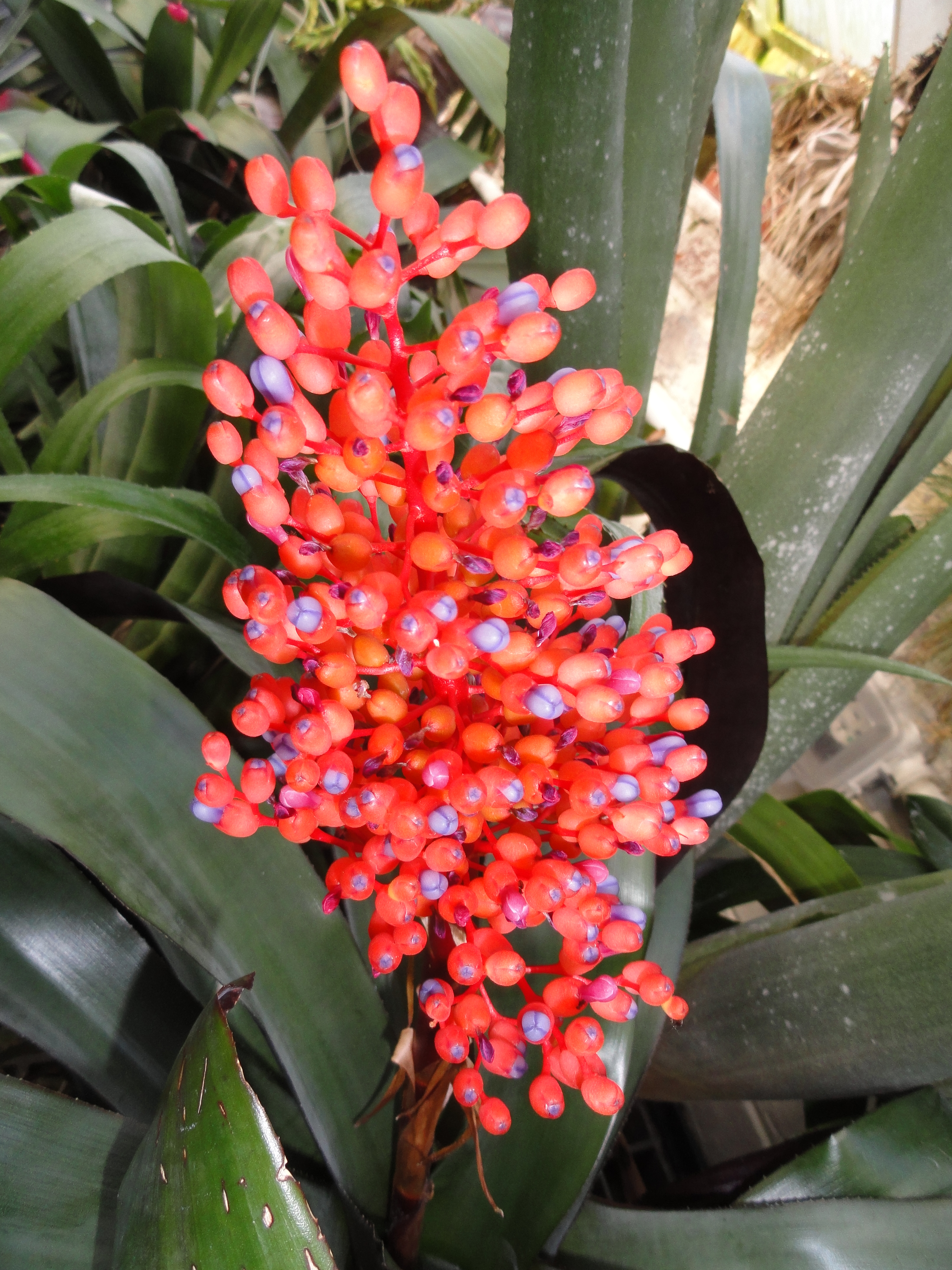
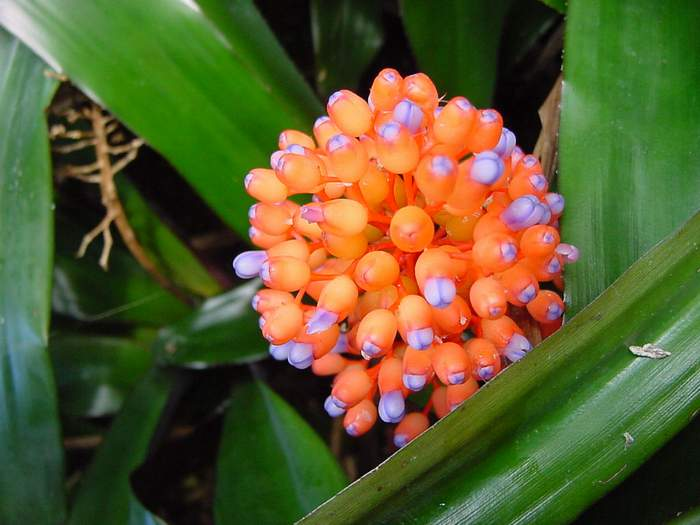

- Tập tin:Aechmia miniata discolor WPC.jpg